# سیارک ۲۵۸۷۸
سیارک ۲۵۸۷۸ (به انگلیسی: 25878 Sihengyou، نامگذاری:2000QW77)۲۵۸۷۸مین سیارک کشف شده‌است که در ۲۴ اوت ۲۰۰۰ کشف شد.